# Крисберг, Луис
Луис Крисберг (англ. Louis Kriesberg, 30.07.1926, Чикаго) — современный представитель теории конфликта в США и один из основоположников направления по практическому использованию данной теории в сфере урегулирования политических и социальных конфликтов.

## Биография
Родился в бедной семье эмигрантов из России, поэтому с детства был хорошо знаком с проблемами социального неравенства и конфликтов — той тематикой, которой он активно занимался всю свою профессиональную жизнь. Окончил знаменитый Чикагский университет, в котором защитил диссертацию по социологии в 1953 году. Преподавал изначально в Колумбийском университете (1953—1956), затем — в 1957—1958 в Чикагском университете. В 1958—1962 работал в национальном центре по изучению общественного мнения. С 1962 года профессиональная жизнь Крисберга была связана с университетом в г. Сиракузы, где он прошел путь от доцента до профессора, заведующего кафедрой социологии (1974—1977), основателя и директора (1986—1994) программы по анализу и разрешению конфликтов Сиракузского университета, направленный на исследование конфликтов и обучение методам их конструктивного разрешения.
Крисберг награждён почетными наградами. Редактор и член редколлегий многих американских и зарубежных журналов.
Наряду с академической деятельностью Крисберг всегда активно занимался практикой по разрешению конфликтов: выступал с лекциями во многих странах мира и консультировал многие правительственные учреждения и неправительственные организации по проблемам разрешения конфликтов. Лично принимал участие в движениях за равноправие негров, женщин, поддерживал движение против войны во Вьетнаме. Активно сотрудничал со многими американскими и международными социологическими и политическими ассоциациями: был президентом общества по изучению социальных проблем, членом множества профессиональных ассоциаций. Постоянно публикует свои статьи по проблемам конфликтов и неравенства в американской прессе.

## Основные работы
«Социальные процессы в международных отношениях» (1968), «Матери и бедности: исследование семей без отцов» (1970), «Социальные конфликты» (1973, 1982), «Социальное неравенство» (1979), «Исследования в области социальных движений, конфликтов и изменений» (1978—1992), «Интерактивные конфликты и их трансформация» (1989), «Регулирование деэскалаций международных конфликтов» (1991), «Разрешение международных конфликтов: случаи США-СССР и Ближнего Востока» (1992), «Конструктивный конфликт от эскалации к разрешению» (1998, 2003).[1,165]

## Модель социального конфликта Крисберга
Разработанная модель социального конфликта носит циклический характер, что позволяет учитывать как обратные связи, так и изменение управляющих параметров. Здесь воплощается идея о том, что всем межгрупповым конфликтам присущи общие структурные и динамические параметры.
Методология, избранная Крисбергом, позволяет находить общие ориентиры диагностики, вырабатывать способы регулирования различных конфликтов. Сам конфликт выступает как активное отношение между двумя и более сторонами, уверенными в том, что у них существуют противоположные, несовместимые цели.
Крисберг выделил следующие структурные элементы конфликта: характеристики субъектов, участников конфликта; состояние отношений между этими субъектами; природу спорного вопроса, а также влияние социальной среды на протекание конфликта.
Крисберг предположил, что полный цикл динамики конфликта состоит из пяти стадий, длительность которых может отличаться в различных конфликтах. Так им были выделены — стадия возникновения конфликта, которая подразумевает под собой то, что субъекты осознают свои интересы и цели, как несовместимые, противоположные; стадия эскалации конфликта (прямого конфликтного взаимодействия субъектов); стадия ослабления и трансформации конфликта; завершение конфликта и его результат (Крисберг подчеркивает, что в некоторых случаях завершение конфликта может стать основой нового конфликта со своим вариантом завершения).
Крисберг предположил, что все конфликты имеют некоторые общие структурные и динамические параметры.
Сущность своей концепции он формулирует следующим образом:
— Конфликт представляет собой рациональную деятельность в том смысле, что конфликтующие стороны оформляют свои интересы в виде определённых целей, выбирают пути их достижения и т. п.
— Возникновение, развитие и завершение конфликта определяется прежде всего взаимодействием конфликтующих сторон. В этой связи рациональные действия каждого конкретного участника могут в итоге привести к непредвиденным результатам.
— Взаимодействие конфликтующих сторон происходит в определённой социальной среде с присущими ей ценностями, процедурами регулирования конфликтных отношений.
— Социальные конфликты, как правило, развиваются в достаточно сложной системе взаимоотношений, где наряду с ними существуют сотрудничество и партнерство[3].
Конфликт и его виды.
Социальные конфликты рассматриваются как неизбежные события, составляющие неотъемлемую часть социальной жизни. Внутригрупповые конфликты возникают тогда, когда члены двух или более групп демонстрируют убеждение в том, что их цели несовместимы, — это открытые конфликты.
Конфликт становится очевидным, когда:
1. Каждая сторона имеет чувство коллективной идентичности, отличной от других.
2. Члены как минимум одной из групп чувствуют себя ущемленными.
3. Ответственность за обиду приписывают группе с отличной идентичностью.
4. Члены ущемленной группы уверены в том, что своими действиями она может осуществить изменения в противнике, и предпринимает для этого попытки.
Крисберг подчеркивает, что даже осознание субъектами несовместимости их интересов и целей не всегда приводит к перерастанию возникающей на этой основе конфликтной ситуации в открытый конфликт. Это зависит от многих факторов, в том числе от характеристик сторон, отношений между ними, значимости спорного вопроса, влияния социальной среды. Поэтому в ситуации, когда наблюдатель рассматривает её как конфликтную, а её участники таковой её не считают, не определяет её как социальный конфликт. Такие ситуации характеризуют как объективные, потенциальные или латентные конфликты[2,211].
Особый вид конфликта у Крисберга — международный конфликт, так как он предполагает всецело межгосударственные отношения соперничества, кроме того, насилие является главнейшим способом разрешения международных разногласий. Однако подчеркиваются и сходства разнообразнейших конфликтов, а также вовлеченность в международные конфликты разного рода неправительственных и правительственных действующих лиц, роль ненасильственных средств и даже непротивления в ходе столкновений.
Л. Крисберг дорабатывает классификацию конфликтов Козера и в связи с этим определяет нереальные конфликты как неадекватно отражающие объективную реальность. Указывает на следующие характеристики таких конфликтов: 1) стороны сталкиваются по «нереальному» поводу; 2) уровень остроты конфликтного столкновения неадекватен преследуемым целям. Возникновение подобных конфликтных ситуаций возможно как следствие искаженной информации или неадекватного понимания.
	Сила конфликта.
Как и многие исследователи, Крисберг изучает силу конфликта. Согласно его трактовке, термин сила относится к индивидуальному или групповому использованию (действительному или угрожаемому) негативных санкций (принуждения) для побуждения других действовать, как этого желают владельцы силы[2,146].Сила носит соотносительный характер, то есть наличие и качество имеющейся силы может быть проверено только в её применении — использовании против другой силы. Согласно Л. Крисбергу, в рассмотрении этой соотносительности следует выделять несколько основных компонентов. Во-первых, для каждой стороны имеется своя стоимость применения насилия против другой стороны. В демонстрации силы против другой стороны или даже в ходе приготовлений к этому издержки неизбежны. Размер этих издержек соотносится с ресурсами, остающимися для других надобностей, и влияет на силу каждой стороны относительно одна другой. Во-вторых, издержки для каждой стороны в противостоянии насилия другой различны для каждой из них. Их размер зависит от природы насилия и объёма ресурсов стороны, подвергающейся насилию. В-третьих, издержки и желание использовать насилие и амортизировать насилие противника зависят в значительной степени от значимости темы, поставленной на карту. Издержки значимы только в отношении к устремлениям (выбору) каждой стороны [2,166].
Методы разрешения конфликтов по Крисбергу
По мнению Л. Крисберга, разрешение конфликтов связано с преодолением противоречий, как объективных, так и субъективных, и созданием основ взаимопонимания [4]. В связи с этим он говорит о том, что существует ряд методов, которые направлены на предотвращение возникновения или развития деструктивных конфликтов. Методы, применяемые на данном этапе, должны способствовать смягчению лежащих в основе условий, порождающих конфликты, путём уменьшения отрицания базовых потребностей, поощрением толерантности уважения к людям с другими взглядами, ценностями. Это совокупность всех тех методов, которые не способствуют ужесточению борьбы.
Другие методы решения конфликтов направлены на их ослабление и трансформацию и включают действия для осуществления внутренних изменений одной или обеих сторон, так, чтобы существовала меньшая вероятность рассмотрения их целей в качестве несовместимых.
Такие методы могут включать в себя диалоговые встречи, проблемно-разрешающие семинары, переговоры. Переговоры — тот метод разрешения конфликта, для которого чаще всего необходимы посредники, которые помогут обеспечить нейтральное социальное и /или физическое пространство для встречи сторон, ведущих переговоры.
Крисберг консультировал многие правительственные учреждения и неправительственные организации по проблемам разрешения конфликтов. Он выделяет два вида стратегий, направленных на практическую трансформацию затяжных конфликтов:
1. Прогрессивный взаимный обмен в стратегии уменьшения (GRIT) напряжения. В этой стратегии одна сторона односторонним образом инициирует совместное действие, оглашая их и приглашая вторую сторону к взаимности, примирительные действия продолжаются на протяжении долгого периода, даже без немедленной взаимности.
2. Стратегия TFT — одна сторона инициирует совместное действие и затем просто отвечает на действия другой стороны, независимо от того, совместное это действие или нет.
Л.Крисберг дает два варианта исхода социального конфликта:
разделенный — компромисс — взаимные уступки сторон (проигрыш /выигрыш)
совместный-взаимная выгода (выигрыш) или взаимное разрушение (проигрыш)
Применение методов разрешения конфликта в учебном процессе
Преимущество внедрения методов разрешения конфликта в учебный процесс помогает студентам отработать искусство применения проблемно-решающего разрешения конфликтов на занятиях, понять, как конфликты варьируются по конструктивности и деконструктивности. Более того, приобретение некоторой способности использовать это мастерство дает больше возможности студентам в их собственных межличностных отношениях, в отношениях между социальными общностями в городах и странах, и в воздействии на международные дела. Большую помощь в преподавании по данным проблемам и по симуляции разрешения конфликтов можно найти на следующих сайтах:
http://w.w.w.campus-ard/org/Facultu_Club/academics_html (недоступная+ссылка) — информация в помощь преподавателям разрешения конфликта
http://w.w.w.pon.org(недоступная+ссылка) — программа по переговорам Гарвардского юридического факультета
http://w.w.w.crinfo.org(недоступная+ссылка) — информационный источник по проблеме разрешения конфликта
http://w.w.w.mediate.org(недоступная+ссылка) — информация о разрешении конфликтов, тренинге, посредничестве
http://w.w.w.coexistence.net(недоступная+ссылка) — институт совместного существования
Выводы: Крисберг показал, что социальные конфликты естественны и часто необходимы для социальных изменений, в то время как конфликты, происходящие в организации, способны привести к дисфункции, но определённая доля конфликта позитивно влияет и на неё. В концепции Крисберга впервые рассматривается проблема взаимосвязи стадий конфликта, в том числе влияние последующих этапов на предыдущие, которое становится возможным на основании предположений, интуиции или через обратную связь.
Крисберг определяет конфликт как рациональный в том смысле, что конфликтующие стороны оформляют свои интересы в виде определённых целей и выбирают пути их достижения. Автор указал на возможность разрешения конфликтных противоречий, связанных с применением особенных методов, облегчающих мирный исход переговоров. Здесь он подчеркнул особую значимость роли посредника.

## Использованная литература
1. Г. Н. Соколова, Л. Г. Титаренко Современная западная социология: хрестоматия: учебн.пособие.-Минск: Тесей,2008.-520с.
2. Зайцев А. К. Социальный конфликт. М.:Academia,2000.-464с.
3. Степанов Е. И. Социальные конфликты: экспертиза, прогнозирование, технологии разрешения. Региональные конфликты: моделирование, мониторинг, менеджмент. Вып. 20.- https://web.archive.org/web/20090201074429/http://humanities.edu.ru/db/msg/29946
4. Крисберг Л.Миро-созидание, миро-сохранение и разрешение конфликтов.// Социс. 1990. № 11.